# Cabezón de Pisuerga
Cabezón de Pisuerga – gmina w Hiszpanii, w prowincji Valladolid, w Kastylii i León, o powierzchni 45,38 km². W 2011 roku gmina liczyła 3576 mieszkańców.